# Татаробашмаковский сельсовет
Татаробашмако́вский сельсове́т — сельское поселение в Приволжском районе Астраханской области. 
Административный центр — село Татарская Башмаковка.

## История
6 августа 2004 года в соответствии с Законом Астраханской области № 43/2004-ОЗ установлены границы муниципального образования, сельсовет наделен статусом сельского поселения.

## Население
| 2010  | 2012  | 2013  | 2014  | 2015  | 2016  | 2017  |
| ----- | ----- | ----- | ----- | ----- | ----- | ----- |
| 4819  | ↗5094 | ↗5150 | ↘5056 | ↗5114 | ↘4996 | ↗5005 |
| 2018  | 2019  | 2020  | 2021  |       |       |       |
| ↘4989 | ↘4975 | ↘4974 | ↗5014 |       |       |       |

## Состав сельского поселения
| № | Населённый пункт     | Тип населённого пункта       | Население |
| - | -------------------- | ---------------------------- | --------- |
| 1 | Ассадулаево          | посёлок                      | ↗843      |
| 2 | Кизань               | посёлок                      | ↗92       |
| 3 | Мансур               | посёлок                      | ↗138      |
| 4 | Первое Мая           | посёлок                      | ↗127      |
| 5 | Придорожный          | посёлок                      | ↗164      |
| 6 | Стеклозавода         | посёлок                      | ↘958      |
| 7 | Татарская Башмаковка | село, административный центр | ↗2497     |